# Maurice Franck

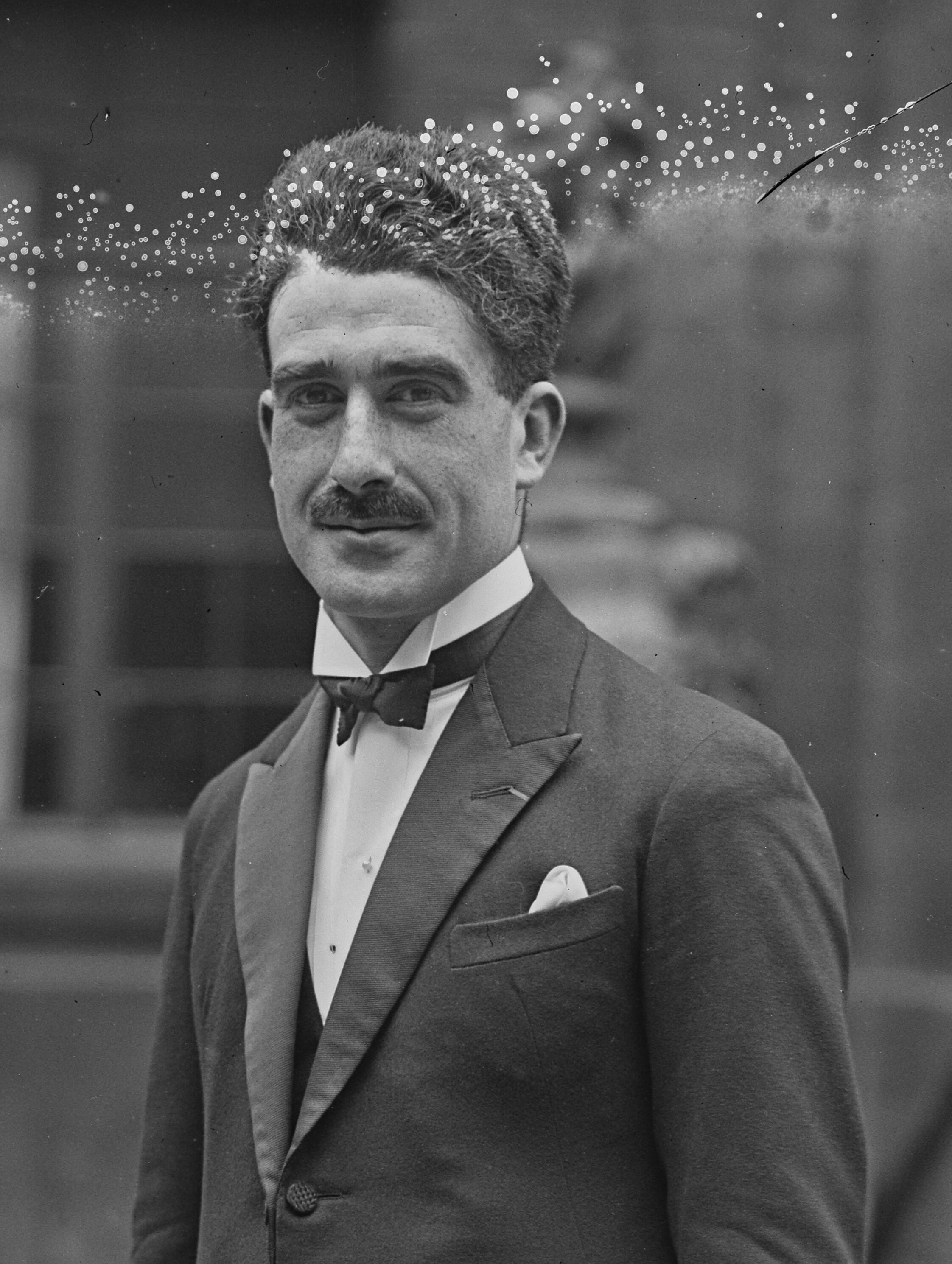
Maurice Franck (1926)

Maurice Franck (* 1897 in Paris; † 21. März 1983 ebenda) war ein französischer Komponist und Musikpädagoge.
Franck studierte am Conservatoire de Paris bei Marcel Samuel-Rousseau und Paul Vidal. Er beteiligte sich fünfmal am Wettbewerb um den Prix de Rome, wobei er 1926 mit der Kantate L’autre Mère den Ersten Second Grand Prix gewann.
Seit 1937 leitete Franck am Conservatoire de Paris eine Klasse für Harmonielehre. Später wurde er Präsident der Vereinigung der ehemaligen Schüler des Conservatoire. Daneben unterrichtete er an den Studios Pleyel, am Lycée la Fontaine sowie – neben Lehrern wie Noël Gallon, Maurice Hewitt, Georges Jouatte, André-Lévy, René Maillard, René Leroy, Auguste Le Guennant und René Saorgin an dem von Hélène Amiot gegründeten Institut Beethoven.
Ab 1946 war Franck Dirigent an der Pariser Oper. Als Komponist wurde er vor allem durch kammermusikalische Werke bekannt, daneben verfasste er auch einige musikpädagogische Schriften.

## Werke
- Filmmusik zu La merveilleuse tragédie de Lourdes (Regie: Henri Fabert), 1933
- Trio d’anches für Oboe, Klarinette und Fagott, 1937
- Psaume XXVIII, UA 1945 bei den Concerts Colonne
- Trois mélodies pour chant et piano, 1951
- Filmmusik zu Que serais-je sans elle, 1951
- Filmmusik zu Dolorès et le joli cœur (Regie: Georges Chaperot), 1951
- Quatre mélodies, UA 1957 durch Suzanne Guyol
- Psaume XXVI für vier gemischte Stimmen a cappella, 1955
- Thème et variations für Viola und Orchester, 1957
- Fanfare, Andante und Allegro für Posaune und Klavier, 1958
- Suite für Harfe, 1959
- Deuxième Trio d’anches für Oboe, Klarinette und Fagott, 1960
- Suite für Viola und Orchester, 1965
- Prélude, arioso et rondo für Saxhorn, Bassposaune oder Tuba und Klavier, 1969
- Prière für Oboe und Klavier, 1984
- Atalante, Buffo-Oper
- Grambrinus

## Musikpädagogische Werke
- Vingt-huit leçons de solfège, 1951
- Quinze leçons de solfège à sept clés, 1964

| Personendaten    | Personendaten                             |
| ---------------- | ----------------------------------------- |
| NAME             | Franck, Maurice                           |
| KURZBESCHREIBUNG | französischer Komponist und Musikpädagoge |
| GEBURTSDATUM     | 1897                                      |
| GEBURTSORT       | Paris                                     |
| STERBEDATUM      | 21. März 1983                             |
| STERBEORT        | Paris                                     |